# 宋璟
宋 璟（そう けい、663年 - 737年）は、中国唐代の政治家。邢州南和県（現在の河北省邢台市南和区）の人。本貫は広平郡列人県。宋欽道（宋弁の子の宋紀の子）の五世孫にあたる。
宋元撫の子として生まれた。17歳で進士に挙げられて「博学にして文翰にたくみ」と評された。則天武后に抜擢されて監察御史などを務めるが、張易之ら則天武后側近の宦官を批判して名を知られるようになった。中宗期には黄門侍郎を務め、続く睿宗期には、吏部尚書兼同中書門下三品となり、姚崇とともに弊政改革に乗り出すが、太平公主の中傷によって楚州刺史に左遷された。
玄宗後に刑部尚書となり、716年には姚崇の引退を受けて吏部尚書兼黄門監となり、宰相の職に就いた。宋璟は皇帝の寵愛をかさに後宮の女性が政治に関与することを禁じ、刑法を整理簡単にして、人事を公正に行うことに務め、苛政を抑えて外敵に対しては軽々しい武力の行使を戒めて防備を固めさせた。だが、余りにも厳格であったために、玄宗もこれを憂えて720年に開府儀同三司の官品を与えて政府の中枢から退けさせた。729年には尚書右丞・広平郡開国公に任じられて733年に引退した。
彼が宰相であった時、范知璿という人物が仕官を願って『良宰論』という著作を書いて宋璟を称えた。だが、宋璟は逆に自分の才能ではなく権力者に媚びて立身しようとしているとして激怒した。また、玄宗は金で作った頑丈な1対の箸を褒賞として下賜した。これは彼がこの箸のように剛直であると称えたもので、後世に「金箸表直」という故事として伝わった。唐初の「貞観の治」の際には房玄齢・杜如晦という2名の宰相が太宗を支えて善政を行ったが、玄宗の「開元の治」では姚崇・宋璟という2名の宰相がこれを支えたと評された。
子に宋復・宋昇・宋尚・宋渾・宋恕・宋延・宋華・宋衡がいる。